# Nelson Acosta (cyclisme)
Pour les articles homonymes, voir Acosta.
Acosta  Medina est un nom espagnol. Le premier nom de famille, en général paternel, est Acosta ; le second, en général maternel, souvent omis, est Medina.
Nelson Acosta, né le 7 juin 2000, est un coureur cycliste paraguayen.

## Biographie
Nelson Acosta est né en juin 2000 à Nueva Alborada, un district situé dans le département d'Itapúa. Il commence le cyclisme à l'âge de quinze ans. Principalement actif au niveau national, son palmarès compte divers titres de champion du Paraguay, sur route et en VTT. 
En mai 2023, il décroche la médaille de bronze dans le cross-country eliminator aux championnats d'Amérique du Sud de VTT, avec la délégation paraguayenne. 

## Palmarès sur route
- 2019
  - 2e du championnat du Paraguay du contre-la-montre espoirs
  - 2e du championnat du Paraguay sur route espoirs
- 2020
  -  Champion du Paraguay du contre-la-montre espoirs
  - Copa Hermandad
  - 1re étape du Giro Dario Delai
  - 2e du championnat du Paraguay sur route espoirs

## Palmarès en VTT

### Championnats d'Amérique du Sud
- Encarnación 2023
  -  Médaillé de bronze du cross-country eliminator

### Championnats nationaux
- 2020
  -  Champion du Paraguay de cross-country espoirs